# Сокольский уезд
Сокольский уезд (бел. Сакольскі павет) — административная единица в составе Белостокской области и Гродненской губернии, существовавшая в 1808—1920 годах. Центр — город Соколка.

## История
Сокольский уезд в составе Белостокской области Российской империи был образован в 1808 году на территории, отошедшей от Пруссии по Тильзитскому миру. В 1843 году, в связи с ликвидацией Белостокской области, уезд был передан в Гродненскую губернию. 

В 1920 году уезд отошёл к Польше.

## Население
По данным переписи 1897 года в уезде проживало 110,5 тыс. чел. В том числе белорусы — 83,8 %; евреи — 12,2 %; русские — 1,8 %; поляки — 1,2 %. В уездном городе Соколке проживало 7598 чел., в заштатных Василькове — 3880 чел., Суховле — 3203 чел., Янове — 2296 чел., Домброве — 1988 чел., Одельске — 1462 чел., Кузнице — 1346 чел., Новом Дворе — 1300 чел., Корицыне — 683 чел.

## Административное деление
В 1890 году в состав уезда входило 13 волостей:
| № п/п | Волость      | Волостное правление | Число селений | Население |
| ----- | ------------ | ------------------- | ------------- | --------- |
| 1     | Багновская   | д. Домураты         | 45            | 6338      |
| 2     | Гребеневская | г. Новый Двор       | 39            | 4671      |
| 3     | Зубрицкая    | д. Бабики           | 68            | 6609      |
| 4     | Каменковская | д. Яновщизна        | 63            | 6950      |
| 5     | Каменская    | с. Стоцк            | 40            | 6261      |
| 6     | Круглянская  | г. Кузница          | 82            | 6456      |
| 7     | Маковлянская | м. Сидра            | 68            | 5538      |
| 8     | Нововольская | д. Нововоля         | 52            | 6103      |
| 9     | Островская   | д. Остров           | 68            | 6728      |
| 10    | Острогорская | д. Острая Гора      | 47            | 6838      |
| 11    | Романовская  | д. Лозово           | 46            | 6102      |
| 12    | Трофимовская | д. Трофимовка       | 48            | 6123      |
| 13    | Черновесская | д. Чёрная Весь      | 54            | 3614      |

В 1913 году в уезде также было 13 волостей.

## Населённые пункты
По переписи 1897 года наиболее крупные населённые пункты уезда:
| - г. Соколка - 7598 чел.; - г. Васильков — 3880 чел.; - г. Суховоля — 3203 чел.; - г. Янов — 2296 чел.; - г. Домброво — 1988 чел.; - г. Одельск — 1462 чел.; - г. Кузница — 1346 чел.; - г. Новом Дворе — 1300 чел.; | - мст. Сидра - 1165 чел.; - д. Верхлес - 1025 чел.; - д. Каменка Старая - 954 чел.; - д. Дубовая - 922 чел.; - д. Студянка - 885 чел.; - д. Гребени - 769 чел.; - д. Хильмоны - 720 чел.; - г. Корицын — 683 чел.; |